# 高性能轎車

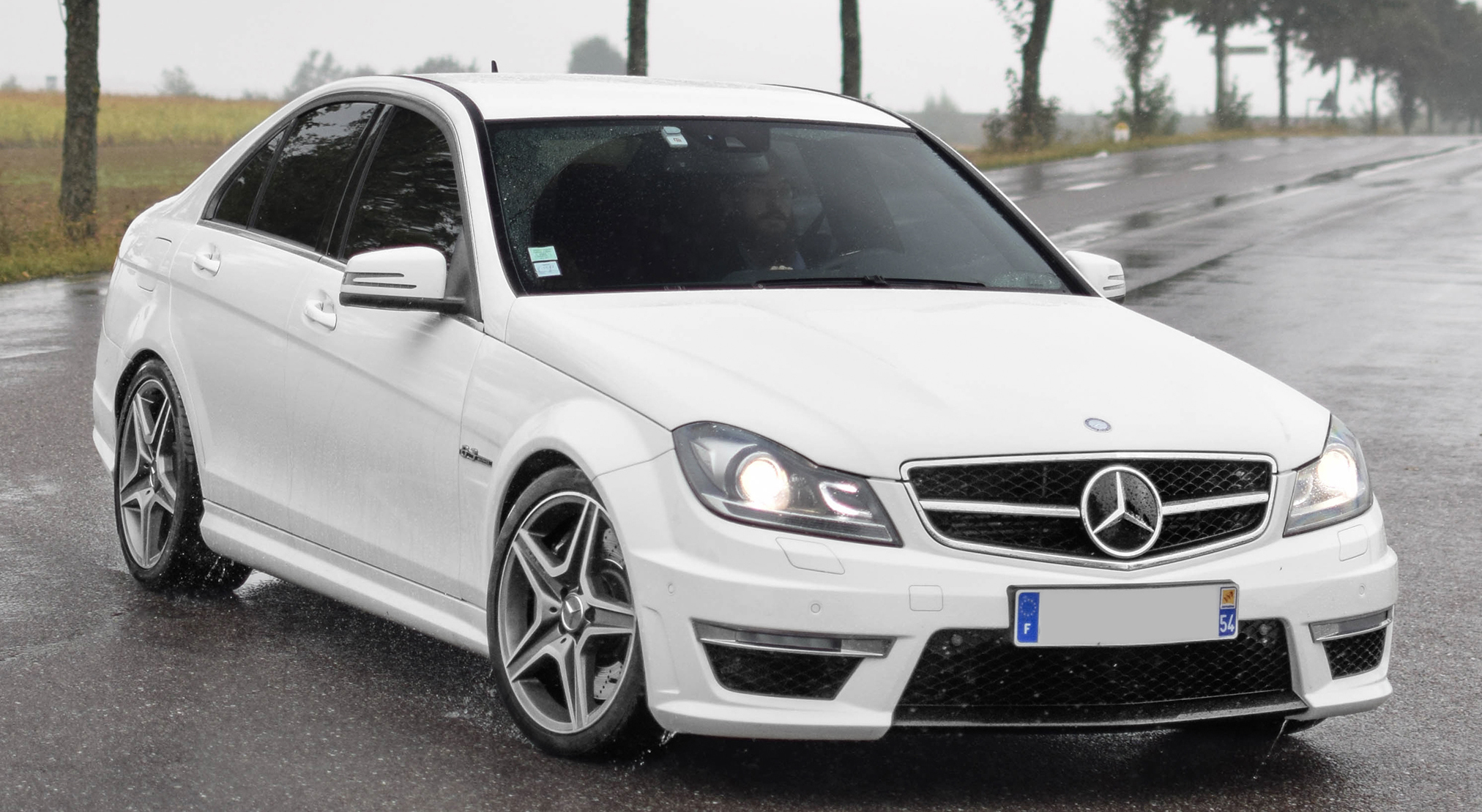
賓士C63 AMG

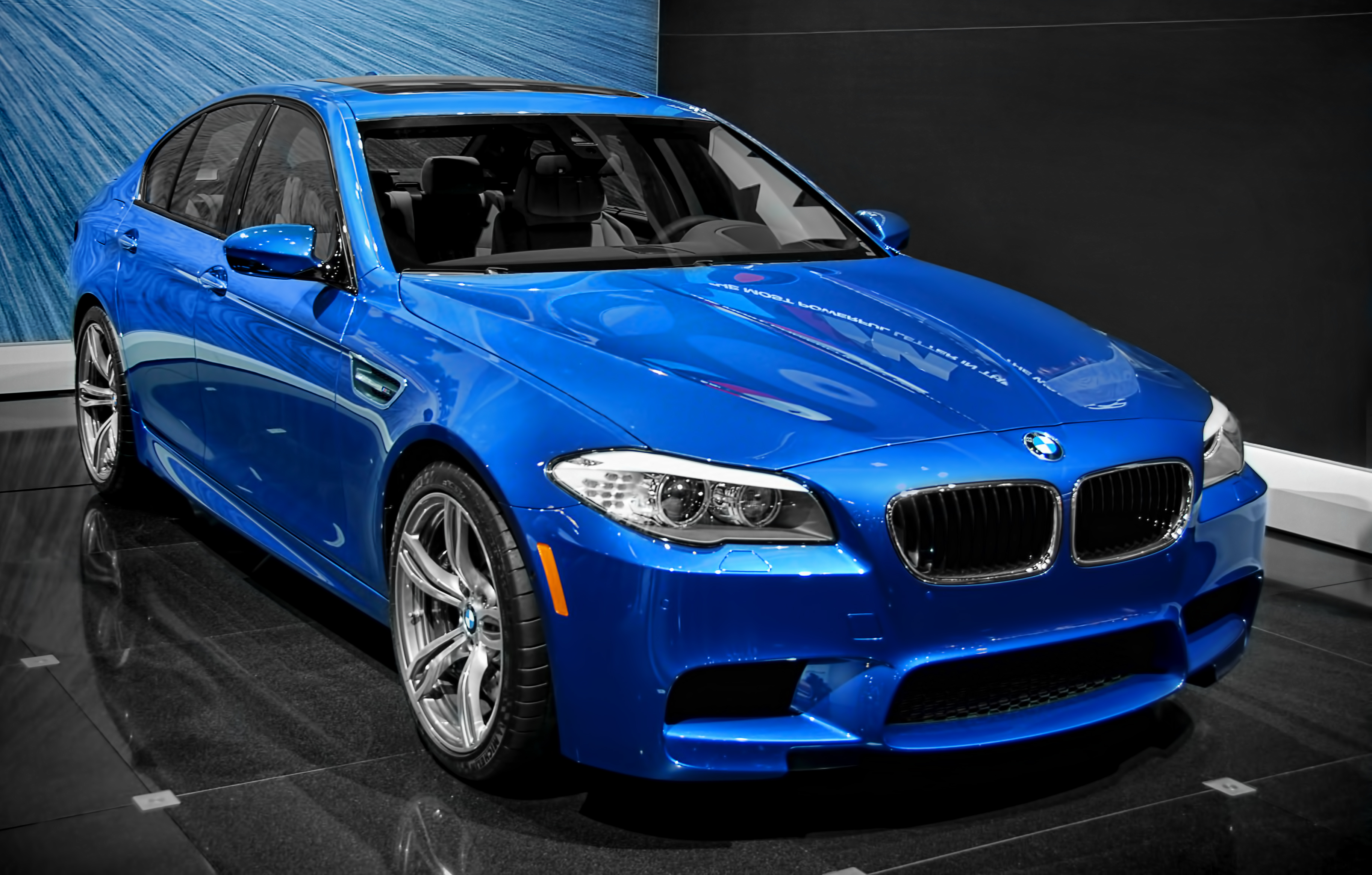
BMW M5

高性能轎車（英語：sports sedan、sports saloon），也叫运动轿车，乃指具有運動化外觀、操控性能更為提升的轎車，廣義來說，與轎跑車、敞篷車、跨界休旅車的某些性質混合。
本來高性能轎車這個字眼其實就和跑車重複的，但當時已經習慣把跑車指雙門雙座位(或後座很窄小的2+2形式)的，比普通轎車輕和小得多的，突化於性能的轎車。所以現在高性能轎車多是指平衡於性能和內部空間的四或五門，有四座位的高性能私家車。
如果高性能轎車的外觀十分平實通俗，有時會被英美人士稱為「Q汽車或睡車」。

## 概要
早在1930年代，英國羅孚汽車便開始替旗下某些車款推出「Sports Saloon」車型。後來某些車廠將參賽競技用的車款少量販售給一般消費者，譬如愛快羅密歐1900、凱旋Dolomite、蓮花Cortina等。傳統上高性能轎車含有手排變速箱、轉速表、後輪驅動、充沛馬力等配備與設定，以符合駕駛者對於操控性能的需求。受到美國市場使用汽車的習性影響，高性能轎車逐漸趨向自排變速箱、前輪驅動等設定；德國BMW汽車推出的BMW M3、BMW M5等車款甚至配備了半自動手排變速箱。
至於日系車款的代表，則首推三菱Lancer Evolution及速霸陸Impreza WRX等。此外，像豐田Corolla GT、豐田Carina GT、三菱Galant VR-4、豐田Mark II等車款雖然外觀普通，骨子裡卻隱含性能化懸吊系統、重新調校之動力心臟。